# Corophiidae
Famille
Les Corophiidae sont une famille de crustacés amphipodes.

## Liste des genres
Selon GBIF (24 avril 2023) :
- Americorophium Bousfield & Hoover, 1997
- Anonychocheirus Moore & Myers, 1983
- Apocorophium Bousfield & Hoover, 1997
- Audouinia Costa, 1834
- Chaetocorophium Karaman, 1979
- Cheirimedeia J.L.Barnard, 1962
- Cheiriphotis (Giles, 1885) Giles, 1885
- Cheiriphotis Walker, 1904
- Chelicorophium Bousfield & Hoover, 1997
- Corophium Latreille, 1806
- Crassicorophium Bousfield & Hoover, 1997
- Eocorophium Bousfield & Hoover, 1997
- Goesia Boeck, 1871
- Haplocheira Haswell, 1879
- Hirayacorophium Myers, 2022
- Kuphocheira K.H.Barnard, 1931
- Laticorophium Bousfield & Hoover, 1997
- Leptocheirus Zaddach, 1844
- Lobatocorophium Bousfield & Hoover, 1997
- Medicorophium Bousfield & Hoover, 1997
- Microcorophium Bousfield & Hoover, 1997
- Monocorophium Bousfield & Hoover, 1997
- Paracorophium Stebbing, 1899
- Pareurystheus Tzvetkova, 1977
- Plumiliophotis Myers, 2009
- Protomedeia Krøyer, 1842
- Pumiliophotis Myers, 2009
- Sinocorophium Bousfield & Hoover, 1997
- Sinocorophium Kim, 2017
- Stenocorophium G.Karaman, 1979

## Systématique
Le nom valide de ce taxon est Corophiidae Leach, 1814.
Corophiidae a pour synonyme :
- Corophidae